# European Open 1987
Відкритий чемпіонат Європи з тенісу 1987  — жіночий тенісний турнір, що проходив на відкритих кортах з ґрунтовим покриттям у Женеві (Швейцарія). Належав до турнірів 2-ї категорії в рамках Світової чемпіонської серії Вірджинії Слімс 1987. Відбувся водинадцяте і тривав з 18 до 24 травня 1987 року. Перша сіяна Кріс Еверт здобула титул в одиночному розряді, свій третій на цих змаганнях після 1981 і 1982 років.

## Фінальна частина

### Одиночний розряд
Кріс Еверт —  Мануела Малеєва 6–3, 4–6, 6–2
- Для Еверт це був 4-й титул в одиночному розряді за сезон і 152-й - за кар'єру.

### Парний розряд
Бетсі Нагелсен /  Елізабет Смайлі —  Лаура Гільдемейстер /  Катрін Танв'є 4–6, 6–4, 6–3